# Tanacu (gmina)
Tanacu – gmina w Rumunii, w okręgu Vaslui. Obejmuje miejscowości Benești i Tanacu. W 2011 roku liczyła 2040 mieszkańców.